# Santa Cruz (groupe français)
Pour les articles homonymes, voir Santa Cruz.
Santa Cruz est un groupe de folk rock français formé en 2002, originaire de Rennes, en Ille-et-Vilaine. inspiré par le folk américain. 
Le groupe annonce son arrêt en 2022 et ses membres lancent un nouveau groupe, Beau Bandit, avec un virage vers le rock.

## Biographie
Le groupe est formé en 2002 à Rennes. Malgré son nom à consonance hispanique est influencé par la musique américaine. À base de folk et de country, il mélange également divers styles musicaux, comme la pop ou le post-rock pour créer son propre univers musical. Riche de nombreux musiciens (jusqu'à 9 sur scène), ce groupe utilise et mêle des instruments traditionnels (banjo, piano, pedal-steel, guitare acoustique) avec d'autres plus modernes (sampleur, guitare électrique, claviers analogiques et numériques) et crée ainsi de véritables paysages musicaux.
D'autre part, le groupe s'est également fait remarquer pour son choix de l'indépendance (il produit tous ses albums via son propre label baptisé Hasta Luego), pour son engagement à défendre un prix du disque raisonnable (il vend ses albums en direct sur son site internet), et pour la reconnaissance qu'il reçoit de certains groupes internationaux (Pascal Humbert, bassiste de 16 Horsepower et de Detroit, et Billy Conway, batteur de Morphine, ont accompagné le groupe sur la scène des Transmusicales de Rennes en 2004 pour 5 concerts, ou encore Archive qui a repris en 2004 la chanson Game of Pool extraite de Welcome to the Red Barn sur son album Unplugged,,).
2011 voit le départ d'un des membres fondateurs du groupe, Bruno Green, qui rejoint le groupe Detroit en 2013. En 2011 et 2012, Santa Cruz tourne son répertoire avec l'Orchestre National de Bretagne,, sur des arrangements de Joseph Racaille, et accompagne sur scène le chanteur français Miossec, lors de la tournée de l'album Chansons ordinaires. Le 17 juillet 2014, ils jouent aux Jeudis du kiosque, près de Rennes.
En 2018, le groupe sort un nouvel album Now and Here, qu'il joue en concert en avant-première en octobre 2017 à Rochefort-en-Terre,,,.
Le groupe disparaît en 2022 pour laisser placer à un nouveau groupe nommé Beau Bandit, avec un répertoire tourné vers le rock.

## Style musical
Le style musical du groupe est classé par la presse dans la catégorie folk rock. Pour le journal Libération, « produit une musique légère et grave à la fois, qui s'apprécie comme un bon armagnac hors d'âge ».

## Discographie

### Albums studio
- 2003 : Welcome to the Red Barn (Hasta Luego)
- 2005 : After Supper (Hasta Luego)
- 2005 : Long Gone Desire (Hasta Luego)
- 2009 : A Beautiful Life (Hasta Luego)
- 2012 : Elvis in Acapulco (Hasta Luego)
- 2014 : micrOrgan (Hasta Luego)
- 2018 : Now and Here (Hasta Luego)

### EP
- 2012 : On My Way Back (Hasta Luego)

### Albums live
- 2003 : Live à La Chapelle (Hasta Luego)
- 2012 : Live at l'Aire Libre (Hasta Luego)